# Гяргино
Гя́ргино — деревня в Гатчинском муниципальном округе Ленинградской области.

## История
На «Топографической карте окрестностей Санкт-Петербурга» Военно-топографического депо Главного штаба 1817 года обозначена как деревня Нижная или Хергузи из 2 дворов.
Деревня Гаргина из 1 двора упоминается на «Топографической карте окрестностей Санкт-Петербурга» Ф. Ф. Шуберта 1831 года.

ГОРГИНО — деревня принадлежит Демидову, гвардии штабс-ротмистру, число жителей по ревизии: 3 м. п., 9 ж. п. (1838 год)

В пояснительном тексте к этнографической карте Санкт-Петербургской губернии П. И. Кёппена 1849 года она записана как часть деревни Нижняя: «деревня Nisnowa (Нижняя и Горгино)».

ГОРГИНА — деревня генерал-майора Демидова, по почтовому тракту, число дворов — 2, число душ — 3 м. п. (1856 год)

Согласно «Топографической карте частей Санкт-Петербургской и Выборгской губерний» в 1860 году в деревне Гаргина было 3 крестьянских двора.

ГЯРГИНА — деревня владельческая при колодце, число дворов — 1, число жителей: 2 м. п., 4 ж. п. (1862 год)

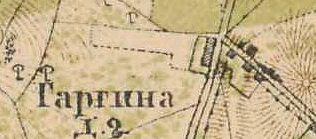
План деревни Гяргино. 1885 год

В 1885 году деревня Гаргина насчитывала 2 двора.
В конце XIX — начале XX века деревня административно относилась к Староскворицкой волости 3-го стана Царскосельского уезда Санкт-Петербургской губернии.
К 1913 году количество дворов увеличилось до 18.
Согласно данным переписи населения СССР 1926 года в деревне Гяргино Таицкого сельсовета Староскворицкой волости Троцкого уезда проживали 56 человек, большинство русские, а также по одной финской и эстонской семье.
По данным 1933 года деревня называлась Гяргино и входила в состав Таицкого сельсовета Красногвардейского района.

План деревни Гяргино. 1939 год

Согласно топографической карте 1939 года деревня называлась Гарино и насчитывала 17 дворов.
По данным 1966 и 1973 годов деревня Гяргино входила в состав Большетаицкого сельсовета.
По данным 1990 года деревня Гяргино находилась в административном подчинении Таицкого поселкового совета.
В 1997 году в деревне проживали 12 человек, в 2002 году — 8 человек (все русские), в 2007 году — 1.

## География
Деревня находится в северной части района на автодороге 41К-514 (Новая — Нижняя) в месте примыкания к ней автодороги 41К-510 (подъезд к дер. Нижняя). Гяргино — самый северный населённый пункт Гатчинского района.
Расстояние до административного центра поселения, посёлка городского типа Тайцы — 2,5 км.
Деревня находится в 2 км к северо-западу от железнодорожной станции Тайцы.

## Демография
| 1862 | 2007 | 2010 | 2017 |
| ---- | ---- | ---- | ---- |
| 6    | ↘1   | ↗5   | ↗12  |

### Национальный состав
Согласно данным Всероссийской переписи населения 2021 года в деревне проживали 48 человек, все русские.